# Sabine Wren
Personnage de fiction apparaissant dans
Star Wars.
Sabine Wren  est un personnage de l'univers de fiction de Star Wars. Elle apparaît dans la série télévisée d'animation Star Wars Rebels.

## Histoire

### Avant leGhost
Sabine Wren est membre du clan Wren, une famille mandalorienne qui fait partie du clan Vizsla et, pendant la guerre des clones, de la Death Watch, un groupe terroriste.
Sabine conçoit des armes pour l'Empire galactique à l'Académie impériale de Mandalore. Elle est convaincue que créer ces armes est ce qu'il y a de mieux à faire pour la Galaxie et pour le peuple mandalorien. Cependant, elle finit par découvrir que les technologies qu'elle développe sont utilisées par l'Empire contre les Mandaloriens. Sabine décide alors de rejoindre la rébellion qui lutte contre l'Empire.
La fuite de Sabine déshonore le reste du clan Wren aux yeux des autres Mandaloriens. En même temps, Sabine est vue comme une traîtresse parce qu'elle a participé indirectement à la répression impériale subie par les Mandaloriens, par la création des armes utilisées par l'Empire à Mandalore.

### Avec l'équipage duGhost
À 16 ans, Sabine rejoint l'équipage du Ghost, composé d'Hera Syndulla, de Kanan Jarrus et de Garazed Orellios. Le groupe est par la suite rejoint par Ezra Bridger. Au cours des opérations de cette cellule rebelle, Sabine se distingue, par exemple avec des feux d'artifice et des explosions colorées, et est appelée « l'artiste » par les ennemis impériaux.
Consciente de l'importance du Sabre noir et de son histoire liée au clan Vizsla, elle refuse dans un premier temps d'apprendre à le manier. Elle finit par accepter d'être formée par Kanan au maniement du sabre laser.
Sabine s'arme du Sabre noir pour affronter Gar Saxon et le vainc. Elle libère ainsi un grand nombre de clans mandaloriens, dont sa famille, de l'autorité impériale.
Après la libération de Lothal, Sabine est acclamée comme une héroïne par la population de Lothal. Néanmoins, Sabine pense qu'elle ne mérite pas cette considération et reste principalement préoccupée par la promesse qu'elle a faite de retrouver Ezra.

## Interprétation
En version originale en anglais, Tiya Sircar prête sa voix à Sabine Wren dans Star Wars Rebels. Dans la version en français, le personnage est doublé par Mélanie Dambermont.
Dans la série en prise de vues réelles Ahsoka, Sabien Wren est interprétée par l'actrice Natasha Liu Bordizzo.